# Kenichi Uemura
Kenichi Uemura (n. 22 aprilie 1974) este un fost fotbalist japonez.

## Statistici
| Japonia | Japonia | Japonia |
| An      | Meciuri | Goluri  |
| ------- | ------- | ------- |
| 2001    | 4       | 0       |
| Total   | 4       | 0       |